# 1-й Дорожный проезд
Пе́рвый Доро́жный прое́зд (до 23 декабря 1971 года — Пе́рвая Покро́вская у́лица, с 1960 года до 1968 года — Октя́брьская у́лица, либо до 23 декабря 1971 года — Проекти́руемый прое́зд № 5103) — проезд в Южном административном округе Москвы на территории района Чертаново Центральное.

## История
Проезд получил современное название по примыканию к Дорожной улице. До 23 декабря 1971 года назывался Первая Покровская улица по расположению вблизи бывшего села Покровского и по направлению к Старопокровскому кладбищу, с 1960 года до 1968 года — Октябрьская улица (по другим данным до 23 декабря 1971 года назывался Проектируемый проезд № 5103).

## Расположение
1-й Дорожный проезд проходит на юго-восток от Варшавского шоссе до Дорожной улицы. Нумерация домов начинается от Варшавского шоссе.

## Примечательные здания и сооружения
По нечётной стороне:
- д. 1 — Государственный НИИ генетики и селекции промышленных микроорганизмов;
- д. 7 — Московский научно-исследовательский радиотехнический институт.

По чётной стороне:
- д. 10 — Старопокровское кладбище.

## Транспорт

### Автобус
По 1-му Дорожному проезду только от Старопокровского проезда в сторону Варшавского шоссе проходит автобус с914. У западного конца проезда, на Варшавском шоссе, расположена остановка «Институт генетики» автобуса м95, у восточного конца расположена остановка «1-й Дорожный проезд» автобуса 980.

### Метро
- «Пражская»  Серпуховско-Тимирязевской линии — юго-западнее проезда, на пересечении Кировоградской улицы и улицы Красного Маяка.
- «Южная»   Серпуховско-Тимирязевской линии — северо-западнее проезда, на пересечении Кировоградской улицы с Днепропетровской и Сумской улицами.

### Железнодорожный транспорт
- Платформа «Покровская» Курского направления МЖД — юго-восточнее проезда, между 3-м Дорожным проездом и улицей Подольских Курсантов.
- Станция «Чертаново» Павелецкого направления МЖД — севернее проезда, между Дорожной и Промышленной улицами.